# Pochete

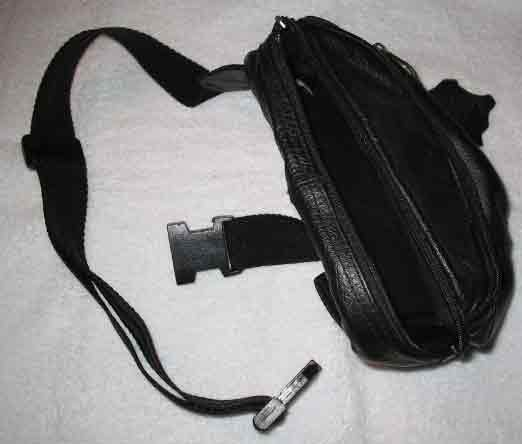
Uma pochete

Uma pochete é uma pequena bolsa com zíper, plana, sem pegas e nem alça própria para levar na mão. É levada à cintura amarrada por uma cinta. O nome vem do francês pochette.
Em português pochete também se aplica a uma bolsa de senhora, com uma fina alça ou com uma pequena pega, normalmente muito discretas.
A palavra pochete teve sua origem na França, quando a Maison Pourchet, fábrica de bolsas com mais de 100 anos, passou a produzí-la em grande escala. Pochete é uma variação de Pourchet.